# Andrei Rădulescu (labdarúgó-játékvezető)
Andrei Rădulescu (Bukarest, 1925. február 9. – 1992) román nemzetközi labdarúgó-játékvezető.

## Sportpályafutása
Fiatalabb éveiben atletizált, de igazán a labdajátékokat kedvelte, a kézilabdát, a kosárlabdát, a labdarúgást. Játékos pályafutása 1938-ban indult, először a Venus (Bukarest), majd a Politechnika (Temesvár) csapatában szerepelt. 1942-ben, 17 évesen a román nemzeti válogatott tartalékosa. Egyetemi évei alatt, 1945–1949 között a Műegyetemi B-ligában szereplő csapatban játszott. 1948–1950 között négy alkalommal szerepelt a Román labdarúgó-válogatottban.

### Nemzeti játékvezetés
Játékvezetésből 1956-ban Bukarestben vizsgázott. Vizsgáját követően a Bukaresti Labdarúgó-szövetség által üzemeltetett labdarúgó bajnokságokban kezdte sportszolgálatát*[forrás?]. A Román labdarúgó-szövetség Játékvezető Bizottságának (JB) minősítésével a  Liga II, majd  1959-től a  Liga I játékvezetője. Küldési gyakorlat szerint rendszeres partbírói szolgálatot is végzett. A nemzeti játékvezetéstől 1975-ben visszavonult.
Mottója: Csak a fizikailag és pszichikailag tökéletesen képzett játékvezetők képesek kiemelkedő teljesítményekre"[forrás?].

### Nemzetközi játékvezetés
A Román labdarúgó-szövetség JB terjesztette fel nemzetközi játékvezetőnek, a Nemzetközi Labdarúgó-szövetség (FIFA) 1963-tól tartotta nyilván bírói keretében. Több nemzetek közötti válogatott, valamint UEFA-bajnokok ligája klubmérkőzést vezetett, vagy működő társának partbíróként segített. A román nemzetközi játékvezetők rangsorában, a világbajnokság-Európa-bajnokság sorrendjében többedmagával a 10. helyet foglalja el 3 találkozó szolgálatával. Az aktív nemzetközi játékvezetéstől 1970-ben búcsúzott. Válogatott mérkőzéseinek száma: 8.

#### Labdarúgó-világbajnokság
Az 1970-es labdarúgó-világbajnokságon a FIFA JB játékvezetőként alkalmazta. Selejtező mérkőzést az UEFA zónában irányított. A 2. román bíró aki világbajnokságon tevékenykedhetett. A FIFA JB elvárása szerint, ha nem vetett, akkor partbíróként tevékenykedett. A kor elvárása szerint az egyes számú partbíró játékvezetői sérülésnél átvette a mérkőzés vezetését. Kettő csoportmérkőzés közül egy esetben kapott egyes számú pozíciót. Világbajnokságon vezetett mérkőzéseinek száma: 1 + 2 (partbíró).

##### Selejtező mérkőzés
| Időpont           | Helyszín               | Mérkőzés típusa           | Mérkőzés               | Eredmény |
| ----------------- | ---------------------- | ------------------------- | ---------------------- | -------- |
| 1969. november 9. | Nemzeti Stadion, Varsó | előselejtező (8. csoport) | Lengyelország–Bulgária | 3 – 0    |

##### Világbajnoki mérkőzés
| Időpont         | Helyszín                    | Mérkőzés típusa              | Mérkőzés         | Eredmény | Nézők száma |
| --------------- | --------------------------- | ---------------------------- | ---------------- | -------- | ----------- |
| 1970. június 3. | Estadio Azteca, Mexikóváros | csoportmérkőzés (1. csoport) | Belgium–Salvador | 3 – 0    | 92 205      |

#### Labdarúgó-Európa-bajnokság
Az  1968-as labdarúgó-Európa-bajnokságon az UEFA JB játékvezetőként foglalkoztatta. 
| Időpont            | Helyszín                  | Mérkőzés típusa           | Mérkőzés            | Eredmény | Nézők száma |
| ------------------ | ------------------------- | ------------------------- | ------------------- | -------- | ----------- |
| 1967. november 12. | Partizán Stadion, Belgrád | előselejtező (4. csoport) | Jugoszlávia–Albánia | 4 – 0    | 35 000      |

#### Balkán-bajnokság
| Időpont            | Helyszín                           | Mérkőzés típusa | Mérkőzés                                                  | Eredmény | Nézők száma |
| ------------------ | ---------------------------------- | --------------- | --------------------------------------------------------- | -------- | ----------- |
| 1931. március 15.  | Beogradski SK Stadion, Belgrád     | csoportmérkőzés | Jugoszláv labdarúgó-válogatott–Görögország                | 4 – 1    | 8000        |
| 1934. december 23. | Leoforos Alexandras Stadion, Athén | csoportmérkőzés | Görög labdarúgó-válogatott–Jugoszláv labdarúgó-válogatott | 2 – 1    | 18 000      |

## Sportvezetőként
- Aktív pályafutását befejezve a Román Labdarúgó-szövetség Játékvezető Bizottságában (JB) dolgozott, tanácsadóként és nemzeti ellenőrként.
- 1981-1983 között a Román Labdarúgó-szövetség elnöke.